# Marouane Louadni
Marouane Louadni (en arabe : مروان لودني), né le 1er janvier 1995 à Kénitra (Maroc) est un footballeur marocain évoluant dans le club du AS FAR. Il joue au poste de défenseur central.

## Biographie

### En club
Marouane Louadni naît à Kénitra au Maroc et débute le football dans le club amateur du Club Sebou de Kenitra. Rapidement repéré par les scouts, il intègre l'académie du FUS de Rabat, club avec lequel il fait ses débuts professionnels en 2016.
Lors de la saison 2017/2018, il prend part à la Coupe arabe des clubs et inscrit son premier but contre l'Ittihad FC (match nul, 1-1).